# Priziac
Priziac (tiếng Breton: Prizieg) là một xã ở tỉnh Morbihan trong vùng Bretagne tây bắc Pháp. Xã này có diện tích 44,63 km², dân số năm 1999 là 986 người. Khu vực này có độ cao từ 56-230 mét trên mực nước biển.
Cư dân của Priziac danh xưng trong tiếng Pháp là Priziacois.